# 韓満所感
『韓満所感』は夏目漱石の随筆である。1909年（明治42年）11月5日と11月6日付けの満洲日日新聞に「韓満所感（上）」「韓満所感（下）」の2回にわたって掲載されたもので、漱石が1909年（明治42年）9月2日から10月14日まで、親友の南満州鉄道総裁中村是公の招きで朝鮮、満州を初めて訪れた時に感じたことを書き記している。
全集には収録されず長らく知られずにいたが、2010年に作家の黒川創により発掘された。

## 内容
「韓満所感（上）」の記事で、伊藤博文暗殺事件に触れており、「昨夜久し振りに寸閑を偸（ぬす）んで満洲日日へ何か消息を書かうと思ひ立つて、筆を執りながら二三行認め出すと、伊藤公が哈爾浜で狙撃されたと云ふ号外が来た。哈爾浜は余がつい先達て見物（けぶ）に行つた所で、公の狙撃されたと云ふプラツトフオームは、現に一ケ月前（ぜん）に余の靴の裏を押し付けた所だから、希有の兇変と云ふ事実以外に、場所の連想からくる強い刺激を頭に受けた」などとした上で「余の如き政治上の門外漢は（中略）報道するの資格がないのだから極めて平凡な便り丈（だけ）に留めて置く」などと書いており、伊藤博文の暗殺事件に対する感想などが綴られている。
また、11月6日付け「韓満所感（下）」の記事では、「歴遊の際もう一つ感じた事は、余は幸にして日本人に生れたと云ふ自覚を得た事である。内地に跼蹐（きょくせき）してゐる間は、日本人程憐れな国民は世界中にたんとあるまいといふ考に始終圧迫されてならなかつたが、満洲から朝鮮へ渡つて、わが同胞が文明事業の各方面に活躍して大いに優越者となつてゐる状態を目撃して、日本人も甚だ頼母しい人種だとの印象を深く頭の中に刻みつけられた　同時に、余は支那人や朝鮮人に生れなくつて、まあ善かつたと思つた。彼等を眼前に置いて勝者の意気込を以て事に当るわが同胞は、真に運命の寵児と云はねばならぬ。」などと書いており、当時の漱石の「アジア観」などが記されている。

## 批評
この一連の記事に対し、比較文学者の平川祐弘東京大学名誉教授は、「漱石は植民地帝国の英国と張り合う気持ちが強かったせいか、ストレートに日本の植民地化事業を肯定し、在外邦人の活動を賀している。日韓併合に疑義を呈した石黒忠悳や上田敏のような政治的叡智（えいち）は示していない。正直に「余は幸にして日本人に生れたと云ふ自覚を得た」「余は支那人や朝鮮人に生れなくつて、まあ善かつたと思つた」と書いている。「まあ」に問題はあろうが、ともかくも日本帝国一員として発展を賀したのだ。」と評している。
また、黒川創は「漱石は政治家や運動家のような民衆の代弁者ではなく、ぐずぐずした個人の自由や生活を守ったまま、距離をおいて国家に向き合った。当時の日本人は現代の尖閣諸島問題に対するのとは違い、伊藤博文暗殺事件に過敏に反応するのではなく、何となくやり過ごそうとしていたような印象を受ける」と評している。